# 알렉산드루 머첼
알렉산드루 머첼(루마니아어: Alexandru Mățel, 1989년 10월 17일 ~ )은 루마니아의 전 축구 선수로 현역 시절 포지션은 라이트 백이었다.

## 수상

### 클럽
아스트라 지우르지우
- 쿠퍼 루메네이: 2013–14
- 수페르쿠퍼 루메네이: 2014

디나모 자그레브
- 프르바 HNL: 2014–15, 2015–16
- 크로아티아 컵: 2014–15